# Johann Friedrich von Wrisberg
Johann Friedrich von Wrisberg (* 6. August 1783 in Lanken, Herzogtum Sachsen-Lauenburg; † 16. April 1859 in Pokrent) war ein deutscher Verwaltungsjurist und Gutsbesitzer in Mecklenburg-Schwerin.

## Leben
Wrisberg studierte Rechtswissenschaft an der Georg-August-Universität Göttingen, der Ruprecht-Karls-Universität Heidelberg und der Universität Rostock (1802/1803). Dort schloss er sich Corps von Mecklenburgern an, der Vandalia Göttingen und der 
 Vandalia (I) Heidelberg. Am 14. Mai 1808 stiftete er das Corps Vandalia Rostock.
Er war Drost der Ämter Gadebusch und Rhena. Verheiratet war er seit dem 22. September 1815 mit Henriette Thießing (1789–1853) aus  Gorow. Seine Tochter Auguste (Elisabeth Dorothee) (1817–1875) war ab 1856 verheiratet mit dem Schweriner Domprediger und Superintendenten Hermann Karsten (in dessen zweiter Ehe).